# Нематеријално културно наслеђе Србије
Нематеријално културно наслеђе Србије обухвата елементе одређене Унесковом дефиницијом нематеријалног културног наслеђа: „пракса, презентација, изражавање, као и удружена знања и неопходне вештине, које заједнице, групе и, у неким случајевима, појединци препознају као део свог културног наслеђа.

## Детаљније
У Етнографском музеју у Београду јуна 2012. године отворен је Центар за нематеријално културно наслеђе Србије. Полазну основу његовог деловања чини Унескова Конвенција о очувању нематеријалног културног наслеђа, коју је Народна скупштина Републике Србије ратификовала у мају 2010. године. Овај центар реализује послове на истраживању, прикупљању, документовању, очувању и презентацији елемената нематеријалног културног наслеђа са територије Републике Србије. У циљу ефикаснијег рада на очувању нематеријалног културног наслеђа Центар спроводи широку едукацију о значају очувања нематеријалног културног наслеђа, промоцију елемената уписаних у Национални регистар нематеријалног културног наслеђа и сарађује с другим установама, удружењима, организацијама и појединцима у земљи и иностранству. Задатак Центра је и чување Националног регистра нематеријалног културног наслеђа, као и целокупне документације о нематеријалном културном наслеђу у електронском, папирном, видео и аудио облику један је од најважнијих задатака Центра за нематеријално културно наслеђе.
Одлуку о додели статуса елемента нематеријалног културног наслеђа Србије доноси се на основу одлука Националног комитета за нематеријално културно наслеђе. Предлог за упис елемената у Национални регистар могу да поднесу локална заједница, институција, одговарајућа невладина организација или појединац који је у могућности да предлог документује одговарајућом пропратном документацијом. Национални комитет за нематеријално културно наслеђе Републике Србије сваке године утврђује рокове за подношење захтева за упис на листе нематеријалног културног наслеђа.

## Списак
Следи списак елемената нематеријалног културног наслеђа Србије
| БР | Слика                                    | Назив                                    | Опис | Предлагач                                                   | Датум уписа у регистар | Напомена                          |
| -- | ---------------------------------------- | ---------------------------------------- | --- | ----------------------------------------------------------- | ---------------------- | --------------------------------- |
| 1  | Крсна слава                              | Крсна слава                              | Комплекс ритуалних и социјалних пракси којима породица слави свеца за којег верује да је њен заштитник | Етнографски музеј у Београду                                |                        | Унеско датум уписа: 27. 11. 2014. |
| 2  | Молитва, ђурђевдански обред              | Молитва, ђурђевдански обред              | Пракса која се изводи једном годишње у селу Вртовац, на Старој планини, на Ђурђевдан | Општина Књажевац                                            | 18. 6. 2012            |                                   |
| 3  | Белмуж                                   | Белмуж                                   | Јело од младог овчијег сира и кукурузног брашна, које представља јединствено наслеђе сточарских заједница на тлу источне Србије | Општина Књажевац                                            | 18. 6. 2012            |                                   |
| 4  | Обичај изливања и паљења ратарских свећа | Обичај изливања и паљења ратарских свећа | Један од ускршњих обичаја на подручју западне Србије који обухвата израду свећа од чистог воска и њихово приношење манастиру Троноша | Манастир Троноша                                            | 18. 6. 2012            |                                   |
| 5  | Израда пиротског качкаваља               | Израда пиротског качкаваља               | Израда пиротског качкаваљ, традиционалног производа са подручја Старе планине, чија је основна сировина овчије млеко | Град Пирот                                                  | 18. 6. 2012            |                                   |
| 6  | Пиротско ћилимарство                     | Пиротско ћилимарство                     | Вештина израде ћилима на вертикалном разбоју, техником клечања | Град Пирот                                                  | 18. 6. 2012            |                                   |
| 7  | Филигрански занат                        | Филигрански занат                        | Техника обраде накита од сребра и злата која је била веома заступљена у старом српском златарству и представљала је најчешће наслеђе градских средина, које се протеже и до средњег века                                                     | Народни музеј Краљево                                       | 18. 6. 2012            |                                   |
| 8  | Клесарски занат у Белој Води             | Клесарски занат у Белој Води             | Традиционални начин обраде камена, беловодског пешчара, чије извориште су мајдани у залеђу овог села | Месна заједница Бела Вода                                   | 18. 6. 2012            |                                   |
| 9  | Пазарске мантије                         | Пазарске мантије                         | Специјалитет градске кухиње са подручја Новог Пазара, јело које се прави од лиснатог теста и надева од млевеног меса | Град Нови Пазар                                             | 18. 6. 2012            |                                   |
| 10 | Злакуска лончарија                       | Злакуска лончарија                       | Ручна израда керамичких посуда за термичку обраду хране на ручном витлу, техником зидања додавањем слојева глине, која чини злакуску лончарију јединственом                                                                                  | Удружење лончара Злакуса                                    | 18. 6. 2012            | Унеско датум уписа: 16. 12. 2020. |
| 11 | Косовски вез                             | Косовски вез                             | Високо развијен, стилизован декоративни вез изведен на традиционалној одећи српског народа | КУД „Копаоник“, Лепосавић                                   |                        |                                   |
| 12 | Певање уз гусле                          | Певање уз гусле                          | Извођачка пракса која обухвата солистичко певање народних епских песама у десетерцу које певач изводи пратећи се на гуслама | Општина Врбас                                               | 18. 6. 2012            | Унеско датум уписа: 2. 12. 2018.  |
| 13 | Грокталица                               | Грокталица                               | Специфичан начин певања уз потресања гласа који се звучно запажа као изразитији вибрато | Музичка школа „Мокрањац“ (Београд)                          |                        |                                   |
| 14 | Певање из вика                           | Певање из вика                           | Старије двогласно певање из вика спада у певачке традиције које се испољавају као хетерофоно бордунски вокални облик певања, које изводе два певача                                                                                          | Удружење „Друштво за неговање традиционалног певања извика“ |                        |                                   |
| 15 | Ерски хумор                              | Ерски хумор                              | Форма усменог изражавања која представља специфичан начин шаљивог односа према стварности, карактеристичан за подручје Златиборског округа                                                                                                   | Општина Чајетина                                            |                        |                                   |
| 16 | Коло (игра)                              | Коло (игра)                              | Коло, коло у три, коло у шест је веома распрострањена народна игра у актуелној играчкој пракси Србије и виталан облик традиционалне културе                                                                                                  | Ансамбл народних игара и песама „Коло“                      |                        | Унеско датум уписа: 9. 12. 2017.  |
| 17 | Руменка (игра у колу)                    | Руменка (игра у колу)                    | игра у колу, коју одликују симетрија играчког обрасца, као и богаћење играчког обрасца различитим мотивима: уситњавањем корака у једном такту, поскоцима и поздвожењем                                                                       | Ансамбл народних игара и песама „Коло“                      |                        |                                   |
| 18 | Свирање на гајдама                       | Свирање на гајдама                       | Односи се на солистичку праксу свирања на двогласним и трогласним гајдама. Репертоар народне музике за овај инструмент обухвата народне игре, песме, импровизационе форме и специфичне песме ритуалног карактера                             | Музиколошки институт САНУ                                   |                        |                                   |
| 19 | Фрулашка пракса                          | Фрулашка пракса                          | Најтипичнији и најраспрострањенији дувачки инструмент у музичкој пракси Србије. Иако се у новије време популарно именује као фрула, овај инструмент познат је под старијим називима као свирала или као дудук                                | Музиколошки институт САНУ                                   |                        |                                   |
| 20 | Свирање на кавалу                        | Свирање на кавалу                        | Дугачка, полупопречна свирала, отворене цилиндричне цеви са седам рупица за свирање на предњој страни и једну на задњој. Означен је као пастирски инструмент, мада се на њему изводе и мелодије народних песама, као и традиционалне игре    | КУД „Цветко Грбић“, Шабац                                   |                        |                                   |
| 21 | Наивно сликарство Словака                | Наивно сликарство Словака                | Стваралаштво самоуких уметника, припадника словачке етничке заједнице на простору Србије, чије основне карактеристике чини особен стил, који се заснива на мотивима руралне средине и свакодневнице у којој сликари живе                     | Фонд „Међународни етно центар Бабка“, Ковачица              |                        |                                   |
| 22 | Лазарице у Сиринићкој жупи               | Лазарице у Сиринићкој жупи               | Женске пролећне обредне поворке које су део обичаја везаних за празновање Лазареве суботе, као дела предускршњих празника | Српско етномузиколошко друштво                              |                        |                                   |
| 23 | Израда дрвених чутура у селу Пилица      | Израда дрвених чутура у селу Пилица      | Вештина израде дрвених чутура на ручно прављеном стругу, уз коришћење ручног алата, за чување пића. На овај начин израђују се и други употребни предмети од јаворовог и врбовог дрвета                                                       | Занатска радња „Чутура“                                     |                        |                                   |
| 24 | Вуков сабор                              | Вуков сабор                              | Најстарија културна манифестација у Србији, посвећена очувању језика, писма и усмене књижевности, установљена је 1933. године као сећање на реформатора српског језика и писма Вука Стефановића Караџића                                     | Центар за културу „Вук Караџић“ Лозница                     | 18. 6. 2012            |                                   |
| 25 | Ојкача                                   | Ојкача                                   | Изворна крајишка песма која се изводе a cappella или уз пратњу неког народног инструмента (најчешће тамбурица самица, а ређе дипле, двојнице и др)                                                                                           | Бранково коло (издавачка кућа)                              | 18. 6. 2012            |                                   |
| 26 | Врањска градска песма                    | Врањска градска песма                    | Традиционалне градске песме које су настале и које се певају у Врању, у a cappella и у вокално-инструменталним аранжманима | Град Врање                                                  | 18. 6. 2012            |                                   |
| 27 | Чување Христовог гроба                   | Чување Христовог гроба                   | Део Ускршњих обичаја који се односи на симболичко „чување Христовог гроба“ од Великог петка до Васкрса | Удружење „Чувари Христовог гроба“, Батајница                |                        |                                   |
| 28 | Пиротско приповедање                     | Пиротско приповедање                     | Вербално уметничко изражавање у прози и стиху на пиротском говору српског језика (тимочко-лужнички дијалекат, белопаланачко-пиротски поддијалекат српског језика)                                                                            | Град Пирот                                                  | 25. 12. 2014           |                                   |
| 29 | Ђурђевдан                                | Ђурђевдан                                | Велики пролећни празник којим се одваја нови, летњи период године од зимског | Етнографски музеј у Београду                                | 15. 10. 2015           |                                   |
| 30 | Ракија шљивовица                         | Ракија шљивовица                         | Алкохолно пиће које се добија дестилацијом преврелог кљука од шљива | Народни музеј Чачак                                         | 15. 10. 2015           | Унеско датум уписа: 3. 12. 2022.  |
| 31 | Казанџијски занат у Србији               | Казанџијски занат у Србији               | Израда судова и предмета од бакра један је од најстаријих и у прошлости широко распрострањених заната на подручју Србије | Народни музеј Ваљево                                        | 15. 10. 2015           |                                   |
| 32 | Стапарско ћилимарство                    | Стапарско ћилимарство                    | Вештина израде стапарског ћилима који је, уз пиротски, један од најпознатијих аутохтоних српских ћилима, настала у домаћој радиности у селу Стапар (Бачка) у 18. веку                                                                        | Град Сомбор                                                 | 3. 3. 2016             |                                   |
| 33 | Знања и вештине прављења кајмака         | Знања и вештине прављења кајмака         | Традиционални процес прављења кајмака – млечног производа који настаје издвајањем масног слоја у фази хлађења куваног млека | Музеј на отвореном „Старо село“                             | 26. 12. 2016           |                                   |
| 34 | Циповка                                  | Циповка                                  | Знање и умеће припремања традиционалног хлеба у Војводини | Балканкулт фондација                                        | 26. 12. 2016           |                                   |
| 35 | Кување жмара                             | Кување жмара                             | Жмаре – ритуално и свакодневно јело од овчијег меса, празилука и кукурузног брашна | Општина Петровац на Млави                                   | 25. 12. 2017           |                                   |
| 36 | Бела вила                                | Бела вила                                | Обичај који се у Великој Хочи практикује на трећи дан Ускрса, као саставни део сложеног комплекса колективних обичајно-обредних радњи које се у склопу празновања Ускрса изводе у овом насељу                                                | Институт за српску културу Приштина-Лепосавић               | 25. 12. 2017           |                                   |
| 37 | Паљење петровданских лила                | Паљење петровданских лила                | Лилање - обичај прављења и паљења петровданских лила, вековима присутан код сточарског становништва на подручју западне Србије, везан за празник Петровдан, посвећен Светим Апостолима Петру и Павлу                                         | Центар за културу „Вук Караџић” Лозница                     | 25. 12. 2017           |                                   |
| 38 | Здравице                                 | Здравице                                 | Краћи говор уз чашу која се испија за нечије здравље или у част нечега | Народни музеј Чачак                                         | 13. 12. 2018           |                                   |
| 39 | Опанчарски занат                         | Опанчарски занат                         | Израда једноставне кожне обуће која је била првенствено намењена сеоском становништву. Корени су му у средњовековној (византијској и европској) културној традицији                                                                          | Етнографски музеј у Београду                                | 13. 12. 2018           |                                   |
| 40 | Двопређно плетење вунених чарапа         | Двопређно плетење вунених чарапа         | На овај начин плетене вунене чарапе један су од националних симбола Србије и аутентичан предмет књажевачког и тимочког краја. Израђују се техником плетења вуне на пет игала                                                                 | Завичајни музеј Књажевац                                    | 13. 12. 2018           |                                   |
| 41 | Певање уз ројење пчела                   | Певање уз ројење пчела                   | Да би приликом ројења безбедно увео пчеле у кошницу, домаћин тихо певуши обредне песме | Факултет музичке уметности у Београду                       | 13. 12. 2018           |                                   |
| 42 | Бездански дамаст                         | Бездански дамаст                         | Умеће ручног ткања орнаментисаног свиленог дамаста жакар техником | „Нови Дунав“, Бездан                                        | 13. 12. 2018           |                                   |
| 43 | Ткање бошчи                              | Ткање бошчи                              | Вештина израде традиционалних шарених прегача, односно великих марама | Институт за српску културу Приштина – Лепосавић             | 13. 12. 2018           |                                   |
| 44 | Женидба Краљевића Марка (обред)          | Женидба Краљевића Марка (обред)          | Покладна свадба у Штрпцу | Институт за српску културу Приштина – Лепосавић             | 13. 12. 2018           |                                   |
| 45 | Вертеп у Србији                          | Вертеп у Србији                          | Традиционални Божићни обред - приказивање Христовог рођења | Музеј Срема                                                 | 13. 12. 2018           |                                   |
| 46 | Сјеничко-пештерско ћилимарство           | Сјеничко-пештерско ћилимарство           | Традиционална вештина израде ћилима на подручју Сјенице и Пештера | Општина Сјеница                                             | 13. 12. 2018           |                                   |
| 47 | Ражањско црепуљарство                    | Ражањско црепуљарство                    | Израда црепуља у селу Рујиште код Ражња | Народни музеј Чачак                                         | 5. 12. 2019            |                                   |
| 48 | Крстови од времена                       | Крстови од времена                       | Подизање „крстова од времена“ је стара религијско-друштвена обичајна пракса, у оквиру које се крстови постављају на раскрсницама, поред пута, на њивама или имањима ради заштите од временских непогода                                      | Музеј Јадра                                                 | 5. 12. 2019            |                                   |
| 49 | Теткица Бибија                           | Теткица Бибија                           | Бибијa је заштитница породице, пре свега здравља деце, коју славе Роми који живе у Србији, а који су православне вероисповести | Музеј ромске културе у Београду                             | 5. 12. 2019            |                                   |
| 50 | Драгачевски сабор трубача у Гучи         | Драгачевски сабор трубача у Гучи         | Драгачевски сабор трубача, у непрекидном трајању од скоро 60 година, представља свечани догађај који је својим ширим значајем постао друштвени ритуал локалне заједнице и маркер идентитета њених чланова                                    | Центар за културу и спорт општине Лучани                    | 13. 10. 2020           |                                   |
| 51 | Трубаштво                                | Трубаштво                                | Звук здружених лимених дувачких инструмената један је од савремених културних симбола Србије. | Музиколошки институт САНУ                                   | 13. 10. 2020           |                                   |
| 52 | Ускршњи обичаји - освећивање паске       | Ускршњи обичаји - освећивање паске       | Традиционални обичај Русина и Украјинаца у Војводини који представљају синтезу традиционалног породичног обележавања Ускршњег празника | Музеј Војводине                                             | 14. 1. 2021            |                                   |
| 53 | Пошаљи фотографију                       | Мало коло                                | Традиционални плес који се изводи уз музику на територији Баната, у Војводини | Академско друштво за неговање музике „Гусле“ из Кикинде     | 14. 1. 2021            |                                   |
| 54 | Тамбураши, тамбурашке праксе             | Тамбураши, тамбурашке праксе             | Традиционално свирање, карактеристично за модернија доба (два века уназад) на тамбури тј. трзалачким инструментима | Музеј Војводине                                             | 7. 10. 2021            |                                   |
| 55 | Пошаљи фотографију                       | Ојице                                    | Знања, умећа и вештине израде ојица, традиционалних украсних чипки на женској народној ношњи бошњачког становништва у Санџаку | Музеј „Рас” у Новом Пазару                                  | 18. 3. 2022.           |                                   |
| 56 | Пошаљи фотографију                       | Маћанске плоче                           | Знања и вештине које се односе на препознавање, експлоатацију и обликовање камених кровних прекривки. | Општина Ивањица                                             | 22. 11. 2022.          |                                   |
| 57 | Пошаљи фотографију                       | Другаричење                              | Другаричење или кумачење - обичај ритуалног склапања кумства и побратимства/посестримства међу децом и младима на Побусани понедељак | Народни музеј Пожаревац                                     | 22. 11. 2022.          |                                   |
| 58 | Сарачки занат                            | Сарачки занат                            | Скуп знања и вештина који се односе на припрему материјала и израду предмета од коже, првенствено за потребе коњарства, али и лова, узгоја и дресуре паса и друго.                                                                           | Градски музеј Сомбор                                        | 21. 12. 2023.          |                                   |
| 59 | Ћурчијски занат                          | Ћурчијски занат                          | Ћурчијски занат представља скуп знања и вештина прераде и обраде коже и израде предмета од крзна и коже | Музеј Војводине                                             | 21. 12. 2023.          |                                   |
| 60 | Пошаљи фотографију                       | Штампујит                                | Врста веза „по писму“ који се изводи техником „омчастог бода“ на плишу, а којим се у Неготинској Крајини и приобаљу Дунава најчешће украшава свечана женска ношња.                                                                           | Етно мрежа                                                  | 21. 12. 2023.          |                                   |
| 61 | Пошаљи фотографију                       | Мавање кумбаре                           | Пракса паљења обредних ватри која се одвија као саставни део обичајно-обредних радњи у склопу празновања Белих поклада, односно Прочке, у Сиринићкој жупи.                                                                                   | Институт за српску културу Приштина – Лепосавић             | 21. 12. 2023.          |                                   |
| 62 | Пливање за Богојављенски крст            | Пливање за Богојављенски крст            | Обичај пливања за крст (часни крст, богојављенски крст) на отвореним водама на празник Богојављење, којим се обележава дан Христовог крштења.                                                                                                | Народни музеј Чачак                                         | 21. 12. 2023.          |                                   |
| 63 | Свирање на тамбурицама                   | Свирање на тамбурицама                   | Тамбурице или самице припадају породици трзачких жичаних инструмената. Карактеристичне су за динарску културу, традиционално се користе као солистички инструмент. Представљају део културе динарског становништва досељеног у Србију        | -                                                           | 21. 12. 2023.          |                                   |
| 64 | Сезонска сеоба стоке у Србији            | Сезонска сеоба стоке у Србији            | Пракса сезонске сеобе стоке, газде и пастира (издиг, здич, бачијање) подразумева одвођење стоке, углавном оваца и говеда, из нижих, топлијих предела, у којима борави током зиме, ка планинским пашњацима, на којима борави у летњем периоду | Народни музеј Ужице                                         | 15. 10. 2024.          |                                   |

## Галерија
- Српска слава у 19. веку. Крсна слава је 2014. године уписана на Унескову Репрезентативну листу нематеријалног културног наслеђа човечанства
- Традиционално коло из Шумадије. Традиционално српско коло је 2017. године уписано на Унескову Репрезентативну листу нематеријалног културног наслеђа човечанства
- Гуслар окружен децом (Урош Предић, 1882). Певање уз гусле је 2018. године уписано на Унескову Репрезентативну листу нематеријалног културног наслеђа човечанства
- Традиционална злакуска лончарија на продајном штанду у селу Злакуса. Злакуска лончарија је 2020. године уписана на Унескову Репрезентативну листу нематеријалног културног наслеђа човечанства